# Pediobopsis
Pediobopsis är ett släkte av steklar. Pediobopsis ingår i familjen finglanssteklar.
Kladogram enligt Catalogue of Life:
| Pediobopsis | \| \| Pediobopsis pellucidula \| \| \| \| \| \| Pediobopsis spenceri \| \| \| \| |
|             | \| \| Pediobopsis pellucidula \| \| \| \| \| \| Pediobopsis spenceri \| \| \| \| |
|             | Pediobopsis pellucidula                                                          |
|             |                                                                                  |
|             | Pediobopsis spenceri                                                             |
|             |                                                                                  |